# Bram Schmitz

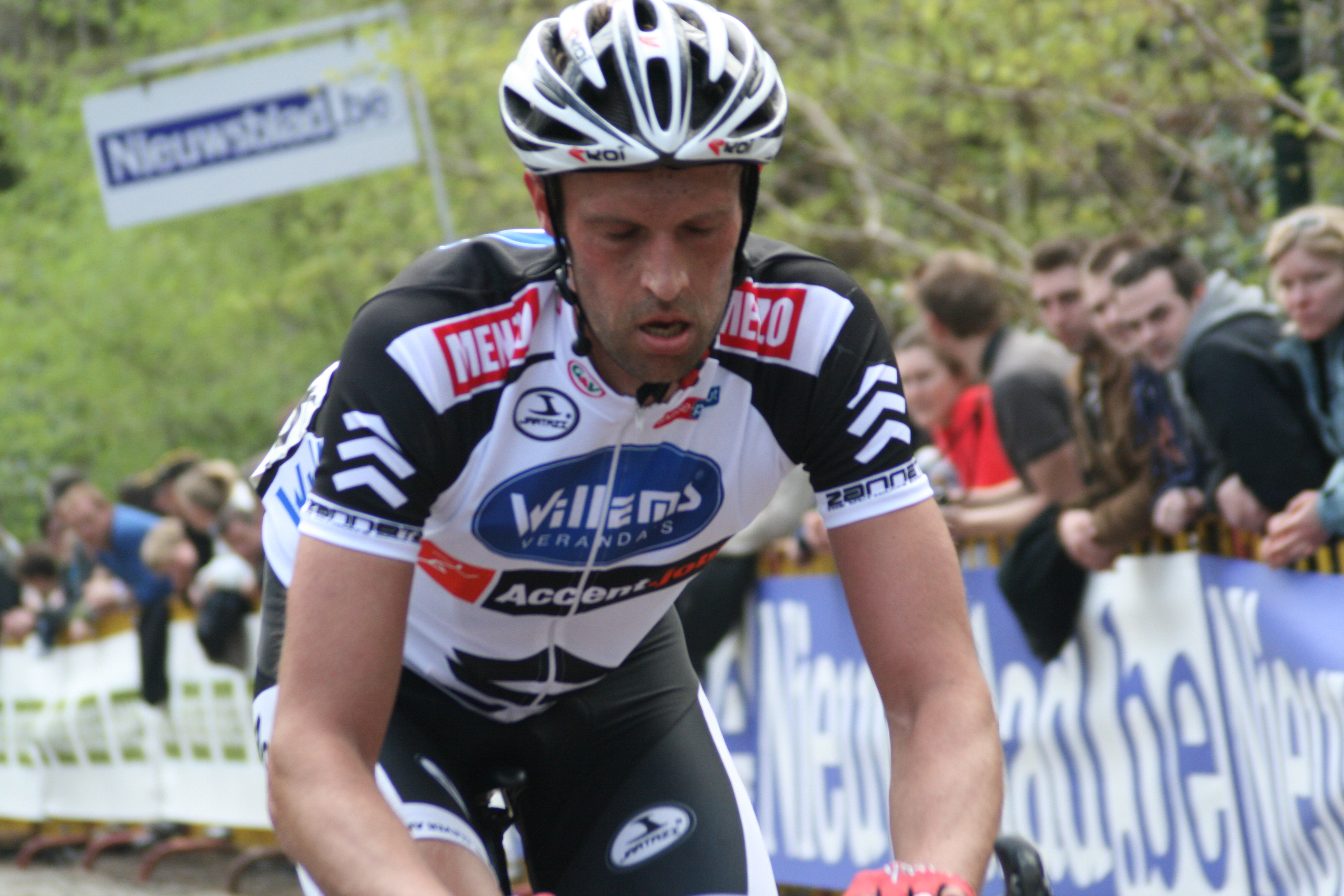
Bram Schmitz bei Gent-Wevelgem 2011

Bram Schmitz (* 23. April 1977 in Terborg) ist ein ehemaliger niederländischer Radrennfahrer.
Der 1,95 m große Niederländer fuhr von 2004 bis 2006 für das deutsche T-Mobile Team, nach der Umstrukturierung des T-Mobile Team wurde sein Vertrag nicht über 2006 verlängert. 2003 entschied er die Bergwertung der Deutschland Tour für sich sowie die Gesamtwertung der Rhodos-Rundfahrt. 2008 gewann er den De Vlaamse Pijl sowie Rund um Düren, 2009 die Tour de Normandie.
Zum Ende der Saison 2011 beendete Schmitz seine Radsportkarriere.

## Erfolge
2009
Gesamtwertung Tour de Normandie
2008
De Vlaamse Pijl
Rund um Düren
2007
zwei Etappen Cinturón a Mallorca
Omloop van de Glazen Stad
2005
eine Etappe Luxemburg-Rundfahrt
2003
Rhodos-Rundfahrt
Bergwertung Deutschland Tour

## Teams
- 1999 TVM-Farm Frites
- 2001–2003 Bankgiroloterij
- 2004–2006 T-Mobile Team
- 2010 Van Vliet
- 2011 Veranda’s Willems-Accent